# Ceroplesis strandi
Ceroplesis strandi är en skalbaggsart som beskrevs av Stefan von Breuning 1935. Ceroplesis strandi ingår i släktet Ceroplesis och familjen långhorningar.
Artens utbredningsområde är:
- Kenya.
- Malawi.

Inga underarter finns listade i Catalogue of Life.